# Жана-Каратонська селищна адміністрація
Жана́-Карато́нська селищна адміністрація (каз. Жаңа Қаратон кенттік әкімдігі, рос. Жана-Каратонская поселковая администрация) — адміністративна одиниця у складі Жилиойського району Атирауської області Казахстану. Адміністративний центр та єдиний населений пункт — селище Жана-Каратон.
Населення — 6966 осіб (2021; 6038 у 2009, 584 у 1999).
Село Жана-Каратон у складі Каратонської селищної адміністрації було утворено в кінці 1990-их років як новий населений пункт, куди почали переселяти жителів селищ Каратон та Сарикамис. 2000 року село отримало статус селища, утворено окрему Жана-Каратонську селищну адміністрацію.